# Aristobulo II
Aristobulo II (... – 49 a.C.) appartenente alla dinastia degli Asmonei, fu re e sommo sacerdote di Giudea dal 66 al 63 a.C..

## Famiglia

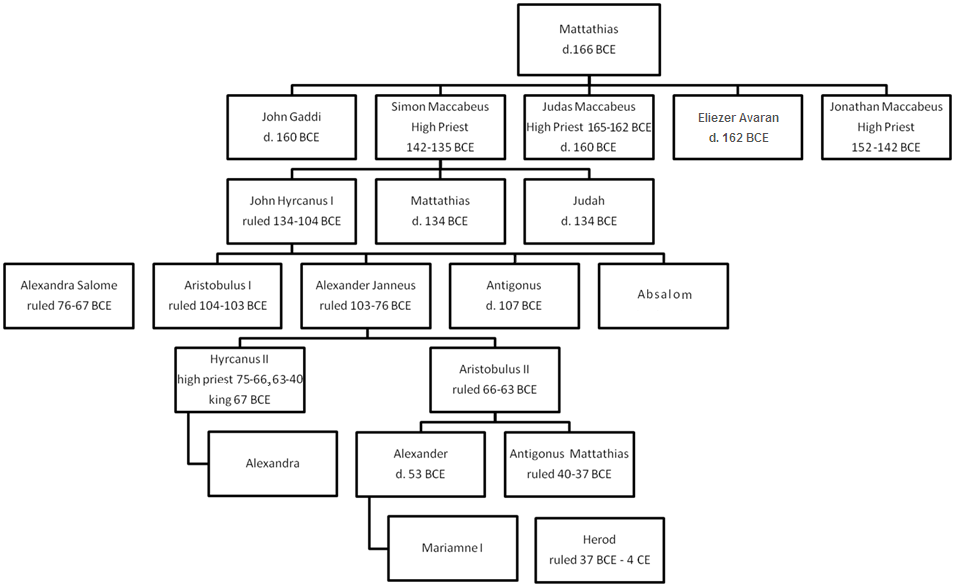
Dinastia degli Asmonei

Era il figlio più giovane di Alessandro Ianneo, re e sommo sacerdote, e di Alessandra Salomè. Dopo la morte di Ianneo nel 79 a.C., Salomè si insediò come regnante della Giudea, dando al figlio maggiore, Ircano, il titolo di sommo sacerdote. Quando nel 67 a.C., la madre Alessandra si era ormai ammalata, Ircano era destinato a succederle. Ciò indusse Aristobulo ad occupare tutte le fortezze contro il parere della madre stessa, ormai prossima alla fine. Alessandra morì dopo nove anni di regno, lasciando i due fratelli in piena lotta per il regno di Giudea.

## Ribellione
Ircano condivideva la visione religiosa della madre, in linea coi Farisei, a differenza di Alessandro Ianneo che era pro-Sadducei. Quest'ultima visione fu sposata da Aristobulo, che si ribellò contro il fratello. Gli eserciti dei due fratelli si scontrarono nei pressi di Gerico. La spuntò Aristobulo e così Ircano dovette riparare nella cittadella di Gerusalemme. Aristobulo conquistò però il Tempio e Ircano fu allora costretto ad arrendersi e a rinunciare al potere, cedendo sia il titolo di re sia quello di sommo sacerdote. Temendo che il fratello volesse ucciderlo, Ircano si rifugiò presso Areta III, re dei Nabatei, che pose poi l'assedio a Gerusalemme per molti mesi.

## Intervento romano
Mentre si verificavano questi eventi, il generale romano Pompeo sconfiggeva il regno del Ponto e i Seleucidi, inviando poi Marco Emilio Scauro a impossessarsi della Siria seleucide. Essendo gli Asmonei alleati di Roma, entrambi i fratelli chiesero aiuto a Scauro, che alla fine si schierò con Aristobulo, ordinando ad Areta di ritirare le sue truppe. Durante la ritirata, le truppe nabatee furono rovinosamente sconfitte da Aristobulo. Quando Pompeo giunse in Siria nel 63 a.C., i due fratelli si rivolsero a lui e Pompeo scelse Ircano, pensando che questi fosse più debole e quindi un alleato più malleabile e meno scomodo. Aristobulo si rifugiò allora ad Alexandrium, mentre i Romani assediarono e presero Gerusalemme. A Ircano fu ridato il ruolo di sommo sacerdote, ma fu privato di ogni potere. Catturato, Aristobulo fu portato a Roma, dove sfilò nel trionfo di Pompeo, venendo poi assassinato nel 49 a.C. Il figlio Antigono l'Asmoneo guidò una rivolta anti-romana nel 40 a.C., ma fu sconfitto e ucciso nel 37 a.C.